# オープニングキャッチ
オープニングキャッチとは、原則として番組を一社提供するときに使われる特殊な提供クレジットの一つである。
企業により、オープニングキャッチを行う場合と行わない場合がある。

## 特徴
主に映像と共に、音楽を流しながらクレジットを行う。企業のテーマソングに合わせて提供クレジットを出す場合やメロディに合わせて企業名を連呼する場合など様々な形態がある。

## オープニングキャッチを行った企業
企業名以下はオープニングキャッチを流していた主な番組名（★は2023年10月現在放送中）。

### 現在も継続中
塩野義製薬
★ミュージックフェア
大阪ガス
部長刑事、ママの番組デス!!、シェフにおまかせ!、あまからアベニュー、★水野真紀の魔法のレストラン、★大阪ほんわかテレビ
米久
★おいしい村の天気予報

### 過去に行っていた企業
御幸毛織
ミユキ野球教室
武田薬品工業
タケダアワー（月光仮面、隠密剣士、第一次ウルトラシリーズ=ウルトラQ、ウルトラマン、ウルトラセブンの三作品、キャプテンウルトラ、柔道一直線、シルバー仮面他）、JNNニュースコープ、プレイガール、三角ゲームピタゴラス、世界一周双六ゲーム
ロート製薬
私はナンバーワン、おもしろクイズBOX、馬鹿まるだし、月曜日の男、おくにじまんスター自慢、しろうと芸能大賞、私はナンバーワン、アップダウンクイズ、大きなお世話だ!、ひらけ!GOMA王国、喧嘩太郎、相性診断!あなたと私はピッタンコ、ごきげん!月曜7時半、白面剣士　牛若天狗、クイズ!!ひらめきパスワード、底ぬけ脱線ゲーム、青島幸男のおお!ながら君、漫才教室、勝抜きドンドン歌合戦、笑えば天国、激突!お笑いルーレット、びっくりショー、ダイラケ二等兵、おもしろ博士クイズ、こりゃまた結構、ぼうふら紳士、おれの番だ!、三木のり平のおお!ポン人、ギャグパラダイス!俺たちにカギはない、夜のグランドショー、純烈　スーパー銭湯!!、なぜなぜダイヤル!?、演歌スペシャル、万国びっくりショー、特集　ザ☆スター、お笑い頭の体操、推理クイズ・私がほんもの!、ほんものは誰だ!、木曜スター対抗戦、クイズダービー（★TBSチャンネルにて放送）、上原多香子のクローストゥユー、お笑い他流試合、なんでも110番、クイズテレビずき!、三枝の愛ラブ!爆笑クリニック、SMAP×SMAP他
不二家
不二家の時間（オバケのQ太郎、パーマン、怪物くん他）
江崎グリコ
鉄人28号 (第1作)、遊星少年パピイ、遊星仮面、赤白パネルマッチ
前田製菓
てなもんや三度笠（メロディの有無は不明）
日本生命保険
JNNニュースコープ（ミサワホーム、スズケンなどもあった）、ニッセイワールドドキュメント（日曜特集・新世界紀行他）、日生ファミリースペシャル
日産自動車
木下恵介アワー
大江戸捜査網
三洋電機
兼高かおる世界の旅、ジャングル大帝、仮面の忍者赤影、びっくり日本新記録、宇宙の勇者 スターウルフ
関西ペイント
兼高かおる世界の旅
ライオン
ライオン奥様劇場、ライオンお笑いネットワーク、ケンちゃんシリーズ、ライオンのいただきます、全国高等学校クイズ選手権、ライオンのわがまましてます50人、ライオンのわがまま夢中船、ライオンのおしゃべりな夜
ポーラ化粧品本舗
ポーラテレビ小説、ポーラ名作劇場
ブラザー工業
ブラザー劇場（コメットさん＝九重佑三子版・大場久美子版共、刑事くん、刑事犬カール他）
東芝
東芝日曜劇場、サザエさん、忍風カムイ外伝
積水ハウス
セキスイハウス ファミリーアワー ゆかいな音楽会、二郎さんのOh!マイおやじ
シャープ
シャープ劇場、シャープ・スターアクション!、シャープ・クイズでクイズ、SHARPワールドドキュメント・世界のこれがNo'1
吉田工業（現・YKK）
YKKアワー キックボクシング中継、クイズ100人に聞きました
名鉄グループ
ふるさと紀行
ヤンマー
ザ・チャンス!、FTVニュース（20:54）（ヤン坊マー坊天気予報と同じアニメを使用）
牛乳石鹸共進社
シャボン玉ホリデー、シャボン玉寄席、シャボン玉プレゼント
ハウス食品
ハウス世界名作劇場、一休さん、世界名作劇場
敷島製パン (Pasco)
天才クイズ
桃谷順天館
明色ものまね歌合戦→明色ものまね合戦→明色 紅白ものまね合戦
小西酒造
白雪劇場
セガサミーホールディングス
セガサミーシアター 逃亡者 おりん
京阪電気鉄道
ABCフラッシュニュース（映像は初代3000系）
服部時計店（現：セイコーグループ）
ミクロイドS
パナソニック（パナソニックグループ）
パナソニック ドラマシアター（旧称「ナショナル劇場」水戸黄門、大岡越前、江戸を斬る他）、ナショナルゴールデン劇場、ズバリ!当てましょう
本田技研工業
ホンダアワー （立体テレビ）オズの魔法使い
セガ
Re:ゼロから始める異世界生活 2nd Season (ABEMA配信分のみ)
サンスター歯磨（サンスターシオノギ(サンスター)）
トムとジェリー
サンスターシオノギ劇場 サプライズ・ショー マイ・チャンネル!
大正製薬
大正テレビ寄席